# Ryparosa glauca
Ryparosa glauca är en tvåhjärtbladig växtart som beskrevs av Henry Nicholas Ridley. Ryparosa glauca ingår i släktet Ryparosa och familjen Achariaceae. Inga underarter finns listade i Catalogue of Life.